# Bryconamericus eigenmanni
Bryconamericus eigenmanni és una espècie de peix de la família dels caràcids i de l'ordre dels caraciformes.

## Morfologia
- Els mascles poden assolir 6,1 cm de llargària total.[5]

## Hàbitat
Viu en zones de clima temperat.

## Distribució geogràfica
Es troba a Sud-amèrica: riu Primero.